# Protaetia aurichalcea
Protaetia aurichalcea är en skalbaggsart som beskrevs av Fabricius 1775. Protaetia aurichalcea ingår i släktet Protaetia och familjen Cetoniidae. Utöver nominatformen finns också underarten P. a. madagassae.